# Upsala (Ontario)
Upsala ist eine unincorporated community und Township im Distrikt Thunder Bay der kanadischen Provinz Ontario.
Der Name Upsala bezieht sich auf die schwedische Stadt Uppsala. Upsala wurde 1882 gegründet. Der Ort liegt am Lac des Mille Lacs.
Upsala liegt an der Canadian Pacific Railway Eisenbahnstrecke. 1937 wurde der Ort durch den Trans-Canada-Highway/Highway 17 an das kanadische Straßennetz angeschlossen. Bis dahin war Upsala nur mit der Eisenbahn erreichbar.
Am Ostrand von Upsala befindet sich der Upsala Heliport. Südlich von Upsala befindet sich die Cushing Lake Seaplane Base. Der nächstgelegene internationale Flughafen ist der Thunder Bay Airport. Im Zentrum von Upsala befindet sich die Upsala Public School und eine evangelische Kirche. Am Südrand von Upsala befindet sich ein Campingplatz.